# Stemec suntokum
Stemec suntokum — викопний вид сулоподібних птахів вимерлої родини Plotopteridae. Існував в пізньому олігоцені на західному узбережжі Північної Америки. Рештки птаха виявлені в олігоценових відкладеннях формації Sooke у муніципалітеті Сук на острові Ванкувер в провінції Британська Колумбія на заході Канаді. Описаний з решток лівого коракоїда.